# (1466) Mündleria
(1466) Mündleria est un astéroïde de la ceinture principale découvert le 31 mai 1938 par l'astronome allemand Karl Wilhelm Reinmuth. Le lieu de découverte est Heidelberg (024). Sa désignation provisoire était 1938 KA.